# Det tabte paradis (film fra 1922)
Det tabte paradis er en amerikansk stumfilm fra 1922 af Chester M. Franklin.

## Medvirkende
- Anna May Wong som Lotus Flower
- Kenneth Harlan som Allen Carver
- Beatrice Bentley som Barbara 'Elsie' Carver
- Priscilla Moran som Allen
- Etta Lee
- Ming Young